# Сибирская хлебная корпорация
Сибирская хлебная корпорация — российская компания, основанная в 1991 году. Производит хлебобулочные и кондитерские изделия, а также полуфабрикаты. Включает в себя ряд предприятий, действующих в нескольких регионах России. Головной офис расположен в Новосибирске. Владелец — Дмитрий Михайлович Терешков.

## История
Компания была основана в 1991 году Дмитрием Терешковым и первоначально называлась «Сибирская контрактная корпорация» (СКК), она предоставляла посреднические услуги: брала заказы, закупая для их реализации необходимое сырьё, затем заключала с предприятиями контракты для его переработки, после чего продавала уже готовую продукцию.
В 1994 году компания начинает заниматься хлебным бизнесом. В тот период система государственного финансирования сельской промышленности была на грани развала, хлебозаводы испытывали большие сложности из-за недостатка зерна. Дмитрий Терешков предложил губернатору Новосибирской области финансовое сотрудничество по следующей схеме: СКК берёт банковский кредит и покупает 70 000 т зерна, а кредитная ставка наполовину компенсируется областным правительством. Однако два завода хлебообъединения «Восход» не смогли рассчитаться с СКК, после чего компания под банковские кредиты купила эти предприятия.
В конце 1990-х годов Терешков приобрёл три завода в Уфе.
В 1997 года компания была переименована в «Сибирскую хлебную корпорацию» (СХК). В этом же году Дмитрий Терешков и Борис Серебряный (основатель канадской Fiera Foods) на паритетных началах создали в Новосибирске предприятие «Восход-Бейкер», рассчитанное на производство частично запечёной выпечки. 
В 2005 году в подмосковных Мытищах компания открывает второе предприятие, работающее по принципу part baked. 
В 2006 году был проведён ребрендинг — сеть отделов горячей выпечки «Восход-Бейкер» переименовали в «Bon Ape».
К началу 2008 года насчитывалось 500 отделов «BonApe» в 20 городах России.
В 2015 году сеть «BonApe» начала работать в уличных павильонах в Новосибирске, однако в 2016 году власти Центрального округа стали добиваться их закрытия. По данным на 2018 год в Новосибирске оставалась только один магазин сети.

## Деятельность
Предприятия СХК изготавливают хлебобулочные изделия, замороженные полуфабрикаты, торты. При изготовлении применяются техники хлебопечения «частичная выпечка» и «без стресса». Всего компания производят более 500 видов продукции.

## Подконтрольные предприятия

### Новосибирск и Новосибирская область
- ОАО «Хлебообъединение "Восход"»
- Хлебокондитерский комбинат «Русич»
- ЗАО «Восход-Бейкер»
- «Купинский элеватор» (в г. Купино)

### Уфа
- ОАО «Уфимское хлебообъединение "Восход"»

### Подмосковье
- ООО «Восход-Столица» (в г. Мытищи)